# Horcón Chote Chijolar
Horcón Chote Chijolar är en ort i Mexiko.   Den ligger i kommunen Tantoyuca och delstaten Veracruz, i den sydöstra delen av landet, 240 km norr om huvudstaden Mexico City. Horcón Chote Chijolar ligger 111 meter över havet och antalet invånare är 194.
Terrängen runt Horcón Chote Chijolar är platt. Runt Horcón Chote Chijolar är det ganska tätbefolkat, med 72 invånare per kvadratkilometer. Närmaste större samhälle är Tantoyuca, 8,1 km söder om Horcón Chote Chijolar. Trakten runt Horcón Chote Chijolar består till största delen av jordbruksmark.